# Dictynoidea
Dictynoidea es una superfamilia de arañas araneomorfas, constituida por seis familias de arañas con ocho ojos:
- Anyphaenidae: 56 géneros, 514 especies
- Cybaeidae: 10 géneros, 177 especies
- Desidae: 38 géneros, 181 especies
- Dictynidae: 51 géneros, 570 especies
- Hahniidae: 27 géneros, 247 especies
- Nicodamidae: 9 géneros, 29 especies